# Run the Gauntlet
Run the Gauntlet è un videogioco di guida di vari tipi di veicoli fuoristrada o acquatici e di corsa a piedi su percorsi a ostacoli, tratto dal programma televisivo britannico Run the Gauntlet (1987-1991). Il videogioco è stato realizzato dalla Impact Software Development e pubblicato dalla Ocean Software nel 1989 per gli home computer Amiga, Commodore 64, Amstrad CPC, Atari ST e ZX Spectrum.

## Modalità di gioco
Si affrontano tre gruppi di tre gare di velocità, ciascuna con un diverso tipo di mezzo di trasporto, scelto in modo casuale a ogni partita. Alla competizione partecipano quattro squadre internazionali, che possono essere controllate da uno o più giocatori, ma in ogni caso si gareggia sempre uno alla volta, con due avversari in pista controllati dal computer. L'obiettivo è ottenere i migliori tempi totali; se un giocatore arriva ultimo in un gruppo di tre gare, viene eliminato.
Molte gare avvengono con veicoli di terra o d'acqua, con dinamica di gioco simile. Le varie gare terrestri e le varie acquatiche cambiano per il mezzo utilizzato e per la forma della pista. La visuale è sempre dall'alto inclinata, a scorrimento orizzontale e verticale. L'intera pista è mostrata in una minimappa, assente solo nella versione Commodore 64. I controlli sono limitati alla rotazione destra/sinistra e all'acceleratore. Se si sbatte contro il bordo pista, un avversario, o le occasionali esplosioni sulla pista, si viene temporaneamente intralciati, senza subire danni. Le piste acquatiche sono delimitate da isole e boe, quelle terrestri sono sterrate, con bordi continui e alti dossi. I veicoli hanno piccole differenze in velocità e manovrabilità; in acqua possono essere hovercraft, motoscafi, moto d'acqua o gommoni, a terra possono essere quad, buggy, meteor (buggy più potenti) o supercat (all-terrain vehicle a sei ruote).
La prova a piedi, detta The Hill ("la collina"), è molto diversa dalle altre, con scorrimento soltanto in verticale verso l'alto. Il percorso è infangato e contiene pozze d'acqua, ostacoli, tronchi sospesi da usare come ponticelli, getti d'acqua. Per prendere velocità in avanti (indicata da un busto di uomo che diventa più o meno muscoloso) è necessario smanettare rapidamente i controlli, inoltre si può andare a destra e sinistra e saltare. Se si finisce in acqua, per avanzare si devono oscillare i comandi con una certa cadenza. In fondo al percorso bisogna arrampicarsi su una rete, dove per avanzare si devono spostare i controlli ritmicamente in tutte le quattro direzioni.
Come presentatore appare il volto dell'attore inglese Martin Shaw, che è stato uno dei conduttori del programma televisivo.